# مگلومین
این دارو به عنوان داروی تشخیصی برای پرتونگاری دستگاه گوارش (در صورت منع مصرف سولفات باریم) و به عنوان ماده حاجب در تشخیص بیماریهای مفصل و دیسک، افزایش دهنده کنتراست در مقطع نگاری کامپیوتری از بدن، اختلالات گوارشی وبیماریهای قلبی استفاده می‌شود.
بعد از تزریق بین مهره ای، داخل مفصلی، داخل عضلانی، داخل مثانه یا داخل طحال به سرعت جذب شده و پس از تزریق وریدی در عروق به سرعت در مایعات بین سلولی توزیع می گردد.در صورت نارسائی کلیوی نیمه عمر دارو ۱۴۰- ۲۰ ساعت خواهد شد.

## تداخل دارویی
مصرف هم‌زمان با داروهای تنگ‌کننده عروق می‌تواند خطرات بروز اثرات عصبی این دارو را افزایش دهد. مصرف هم‌زمان با آنتاگونیست‌های بتا باعث بروز واکنشهای آنافیلاکتوئید می گردد. مصرف این دارو با داروهای خوراکی پرتونگاری کیسه صفرا احتمال سمیت کلیوی را افزایش می‌دهد. مصرف هم‌زمان این دارو با داروهای ضد فشار خون بالا، باعث افت شدید فشار خون می‌شود. تجویز اینترلوکین ۲ با این دارو، احتمال بروز عوارض تأخیری مواد حاجب داخل وریدی را افزایش می‌دهد..

## توصیه‌های مهم
- در موارد سابقه حساسیت مفرط به ید، مواد حاجب یددار یا پنی سیلین، سابقه آلرژی یا آسم، بیماری شدید قلبی- عروقی، دهیدراتاسیون، فئوکروموسیتون، نارسائی کلیوی، حملات عصبی اخیر این دارو نباید مصرف شود. در موارد خاص ذکر شده در پائین نیز نباید این دارو را استفاده کرد:

در صورت افزایش فشار خون ریوی (برای آنژیوکاردیوگرافی)، در صورت هوموسیستینوری (برای آنژیوگرافی مغزی)، در صورت بیماری برگر، ایسکمی شدید همراه با عفونت(برای آرتریوگرافی محیطی)، درصورت نقائص انعقادی(برای کولانژیوگرافی و اسپلنوپورتوگرافی)، درصورت ضایعات مغزی وخونریزی زیر عنکبوتیه(برای توموگرافی کامپیوتری مغز)، در صورت عدم تشکیل ادرار، دیابت شیرین(برای اورو گرافی دفعی)، انسداد یا عفونت حاد قسمت فوقانی مجاری ادراری(برای اوروگرافی برگشتی)، و در حضور عفونت داخل یا مجاور ناحیه(برای آرتروگرافی و دیسکوگرافی)، و در صورت عفونت قسمت فوقانی دستگاه تنفس(برای دیسکوگرافی).
- در میلوگرافی یا معاینه کیست‌ها یا سینوس‌های پشتی که ممکن است با فضای زیر عنکبوتیه مرتبط باشند، استفاده از این مواد حاجب توصیه نمی‌شود.
- برای جلوگیری از آسپیراسیون محتویات معده پیش از انجام آزمون غذا مصرف نشود، اما خوردن مایعات رقیق منعی ندارد.
- مصرف ترکیبات حاجب یددار ممکن است با آزمون‌های عملکرد تیروئید، شمارش گلبول ها، آزمایش‌های انعقاد خون و بعضی از آزمون‌های خاص ادرار، تداخل داشته باشد.
- قبل از تجویز مقدار اصلی، تزریق داخل وریدی ۱-۵/۰میلی لیتر از فراورده به منظور آزمون حساسیت توصیه می‌شود. اگر چه وسایل لازم برای جلوگیری از واکنشهای حساسیتی باید در دسترس باشند.
- در افراد خیلی جوان یا پیر و بیماران ناتوان، بیماران مبتلا به فشار خون بالا، نارسائی کبدی، بیماری قلبی پیشرفته، فئوکروموسیتوم، کم خونی داسی شکل، پر کاری غده تیروئید و بیماران مستعد به ابتلا به نارسائی کلیوی احتمال بروز عوارض جانبی را افزایش می‌دهد.
- برای تشخیص به موقع آریتمی در حین آزمایش آرتریوگرافی عروق کرونر و آنژیوکاردیوگرافی انجام الکتروکاردیوگرافی ضروری است.
- تجویزگلوکوکورتیکوئیدها و آنتی هیستامین‌ها به منظور کاهش بروز و شدت واکنشهای شدید در بیماران پرخطر (مثل آسم، سابقه آلرژی یا حساسیت به پنی سیلین، دهیدراتاسیون، سابقه حملات صرعی و فئوکروموسیتوم) توصیه می‌شود.
- قطع موقتی شیردهی (حداقل ۲۴ ساعت) بعد از تجویز دارو توصیه می‌شود.
- با مصرف دیاتریزوات مگلومین تزریقی به خصوص در صورت تزریق‌های مکرر، احتمال بروز تشنج در شیرخواران وجود دارد.
- به علت اثر اسموتیک این داروها در دفع و از دست رفتن آب بدن از طریق ادرار، در شیر خواران، خردسالان یا بیماران سالخورده، به خصوص در صورت ابتلا به پرادراری، کم ادراری، دیابت یا کاهش قبلی آب بدن ممکن است بدتر شود. به منظور جلوگیری از دهیدراتاسیون، باید قبل از آزمایش به مقدار کافی مایعات به بیمار داده شود. احتمال بروز نارسائی کلیوی در بیماران سالخورده بیشتر است.
- در صورت وجود تصلب شرائین مغزی، افزایش فشار داخل جمجمه، ضایعات اولیه یا متاستاتیک مغز با احتیاط مصرف گردد.
- به دلیل حساسیت متقاطع، بیماران حساس به مواد حاجب رادیواکتیو یددار ممکن است نسبت به این دارو نیز حساسیت نشان بدهند.

## عوارض جانبی
عوارض جانبی معمولاً به غلظت دارو، ویسکوزیته، میزان و سرعت تجویز بستگی دارد. به دلیل مقادیر کم ید موجود در فراورده یا آزاد شده از آن ممکن است موجب پرکاری غده تیروئید گردد. در صورت تزریق این دارو با غلظت ۶۰٪ در داخل فضای زیر عنکبوتیه ممکن است تشنج و مرگ بروز کند. بروز نارسائی حاد کلیوی پس از تزریق داخل عروقی دیاتریزوات در طول پرتونگاری دفعی از مجاری ادراری به خصوص در بیماران مبتلا به آسیب کلیوی ناشی از بیماریهای دیگر گزارش شده‌است. واکنشهای آلرژیک کاذب، ضعف شدید و غیرعادی ناشی از کاهش فشار خون، خس خس یا اشکال در تنفس، احساس گرمی و برافروختگی غیرعادی پوست، تهوع و استفراغ، اسهال، طعم فلزی، سرگیجه، سردرد، التهاب بینی، سرفه، خارش، اختلال بینائی، عطسه، بزرگی غدد بزاقی، کاهش یا افزایش ضربان قلب، اختلالات ECG، آریتمی قلبی، شک و ایست قلبی از عوارض عمومی نسبتاً شایع هستند.

## مقادیـــر مصــرف
خوراکی: 
در بزرگسالان برای پرتونگاری از مجاری گوارشی مقدار ml۹۰-۳۰ به صورت خوراکی یا مقدار ml۲۴۰ از محلول ۷۶٪ (رقیق شده در ۱ لیتر آب آشامیدنی) از راه مقعد مصرف می‌شود. برای مقطع نگاری کامپیوتری از بدن ml۲۴۰ محلول رقیق شده ۳۰-۱۵ دقیقه قبل از آزمایش مصرف می‌شود. محلول رقیق شده را می‌توان از حل کردن ml۲۵ آن در یک لیتر آب آشامیدنی بدست آورد. مقدار مصرف آن برای پرتونگاری از مجرای گوارشی در کودکان تا سن ۵ سال مقدارml۳۰ و در کودکان ۱۰-۵ سال مقدار ml۶۰ به صورت خوراکی است. این مقدار مصرف باید با حجم معادل از آب (کودکان سالم) یا با سه برابر آب (برای کودکان ضعیف یا با وزن کمتر از kg10) رقیق شود. 
تزریقی: برای آنژیوکاردیوگرافی مقدارml۵۰-۳۵ از محلول ۷۶٪ از طریق کاتتر به سرعت(طی ۲-۱ ثانیه) در یک ورید بزرگ محیطی یا در حفرات قلب یا عروق بزرگ مرتبط تزریق می‌شود. در آنژیوگرافی مغز برای نمایان ساختن عروق مغزی، مقدارml۱۰ از محلول حاوی mg/ml۲۹۰ ید به وسیله جراحی در شریان سبات اصلی تزریق می‌شود. 
برای پرتونگاری از آئورت مقدار ml۴۰-۱۵ از محلولmg/ml۳۱۰ ید از طریق کاتتر برگشتی به صورت یکجا تزریق می‌شود. در پرتونگاری انتخابی از شریانهای کلیوی، مقدارml۱۰-۵ از محلول حاوی mg/ml۳۷۰ ید از طریق کاتتر در شریان کلیوی تزریق می‌شود و در صورت نیاز این مقدار تکرار می گردد. در سایر موارد از محلول ۷۶٪ با نظر پزشک استفاده گردد. مقدار مصرف دارو در کودکان نیز با توجه به وزن بدن با نظر پزشک تعیین می گردد.